# Parabos
Parabos è un genere di mammiferi artiodattili estinti, appartenente ai bovidi. Visse tra il Miocene superiore e il Pliocene superiore (circa 6 - 1,8 milioni di anni fa) e i suoi resti fossili sono stati ritrovati in Europa.

## Descrizione
Questo animale doveva avere un aspetto vagamente simile a quello di uno gnu. Le zampe erano snelle, forti e allungate, ma il corpo era piuttosto massiccio e la testa possedeva due grandi corna dritte rivolte all'indietro, che sporgevano dalla parte posteriore delle orbite. Parabos è considerato il primo bovide ad avere premolari e molari a corona alta (ipsodonti), una caratteristica che svela un adattamento a nutrirsi di piante dure, come l'erba. Le dimensioni di Parabos variavano da specie a specie: alcune, come P. cordieri, erano piuttosto piccole e avevano la taglia di un odierno orice, mentre altre (ad esempio P. boodon) erano più grandi di uno gnu. 

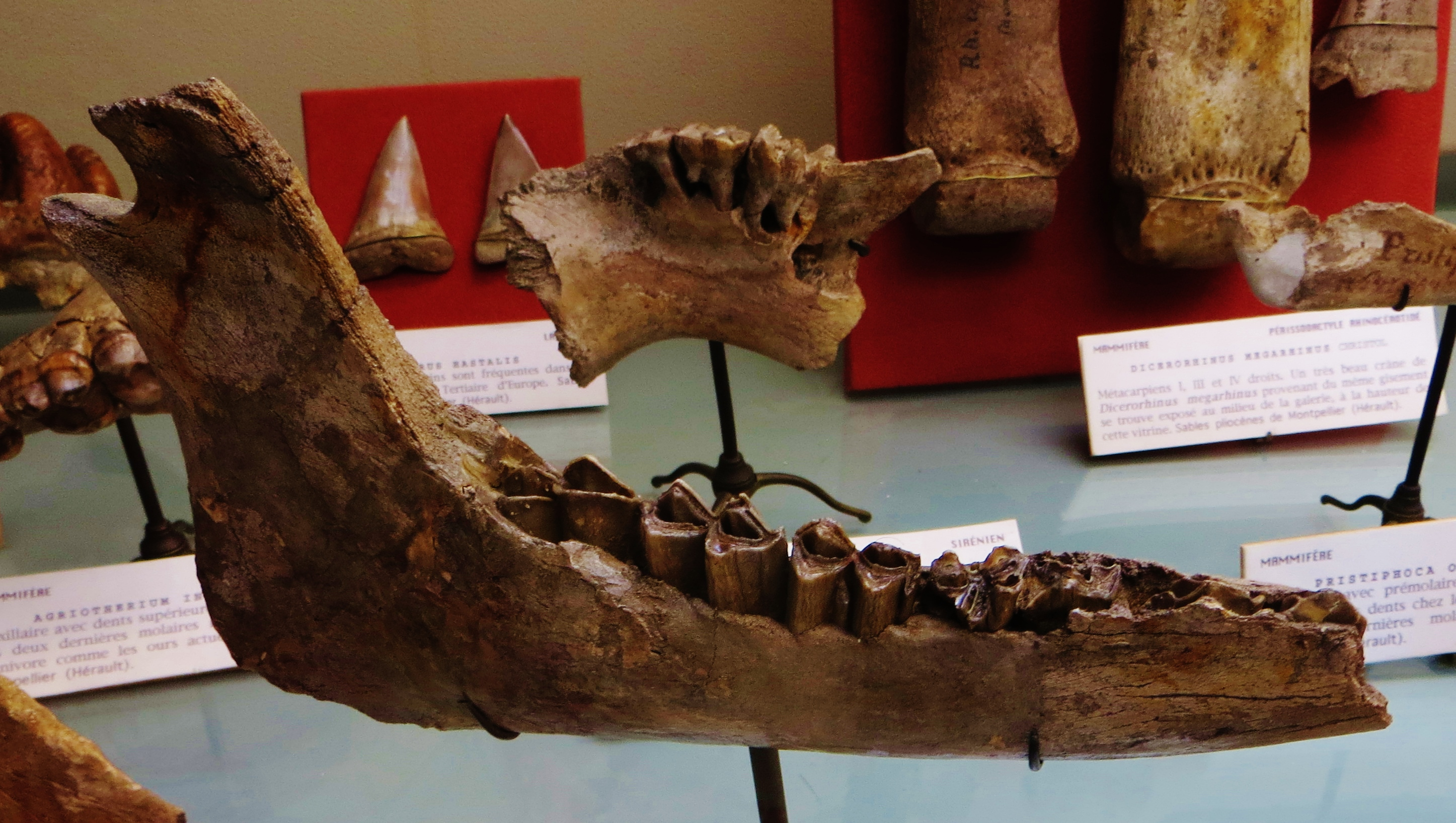
Mandibola di Parabos cordieri proveniente dal Pliocene di Montpellier

## Classificazione
Il genere Parabos venne istituito nel 1929 da Arambourg e Piveteau, per accogliere la specie Antilope cordieri, un bovide di dimensioni medie tipico del Pliocene europeo. Successivamente al genere Parabos vennero attribuite altre specie, come P. macedoniae, P. soriae e P. athanasiui. La specie P. boodon, di grandi dimensioni, è a volte attribuita al genere affine Alephis. Parabos è considerato il più antico e basale rappresentante della sottofamiglia Bovinae, alla quale appartiene la maggior parte dei bovidi di grandi dimensioni. I fossili di Parabos si rinvengono in numerose zone d'Europa, tra cui Francia, Italia, Ungheria, Moldova, Spagna. Gli esemplari più antichi provengono dal Miocene terminale di Spagna e Italia.

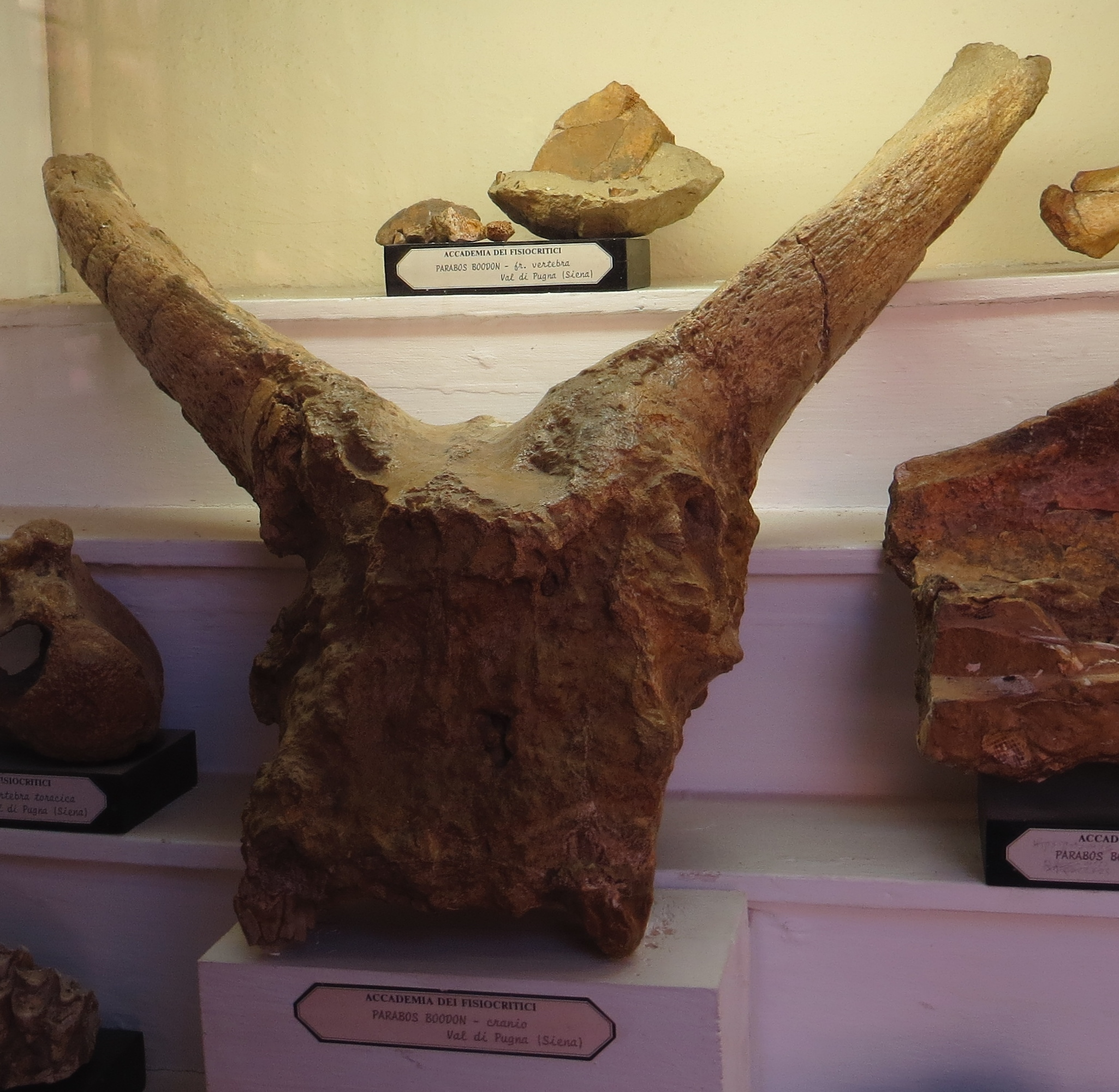
Cranio parziale di Parabos boodon

## Bibliografia

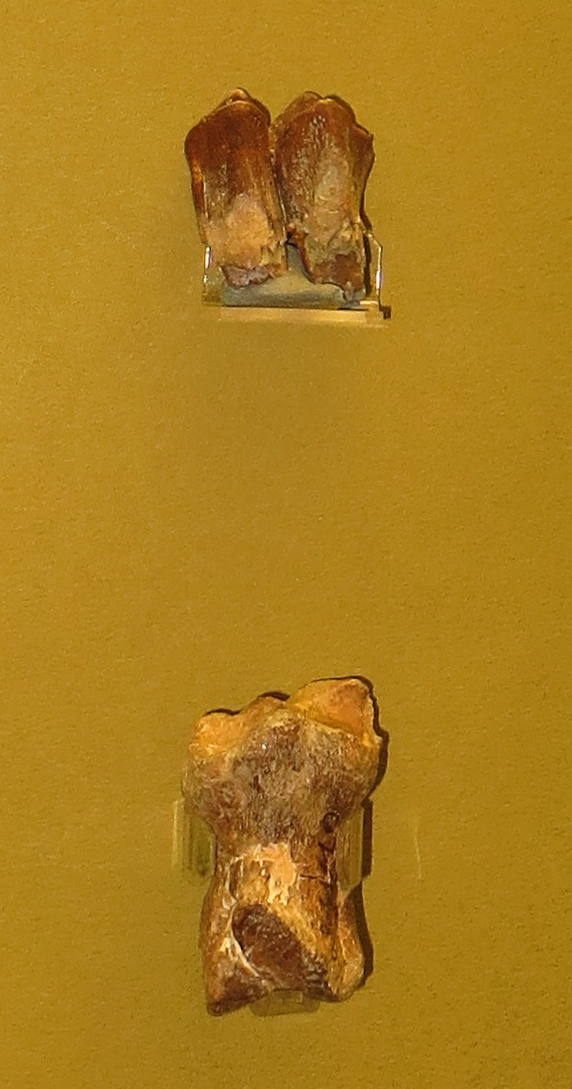
Dente e metatarso di Parabos provenienti dal Miocene terminale di Brisighella